# لاری کراون
لاری کراون (انگلیسی: Laurie Crown؛ 25 February 1898 – ۱۹۸۴ (۸۵−۸۶ سال)) بازیکن فوتبال بود.